# Here for You
Here for You – utwór muzyczny reprezentujący Słowenię w 60. Konkurs Piosenki Eurowizji w Wiedniu. Twórcami piosenki są Aleš „Raay” Vovk i wokalistka Marjetka Vovk.

## Historia utworu

### EMA 2015
Utwór został zakwalifikowany do finału EMA 2015. 28 lutego 2015 roku podczas finału piosenka została zakwalifikowana do superfinału, gdzie zajęli pierwsze miejsce, uzyskując 7 311 głosów.

### Konkurs Piosenki Eurowizji 2015
Piosenka 19 maja 2015 roku awansowała do finału, uzyskując 92 punkty. 21 maja 2015 roku utwór w finale zajął 14. miejsce, otrzymując 39 punktów.

## Notowania

### Notowania tygodniowe
| Kraj     | Lista (2015)                | Szczytowe miejsce | Przypis |
| -------- | --------------------------- | ----------------- | ------- |
| Austria  | Ö3 Austria Top 40           | 23                | [ 3 ]   |
| Belgia   | Ultratip Bubbling Under 100 | 48                | [ 4 ]   |
| Słowenia | SloTop50                    | 1                 | [ 5 ]   |

### Notowania roczne
| Państwo  | Lista           | Miejsce | Przypis |
| -------- | --------------- | ------- | ------- |
| Słowenia | SloTop50 (2015) | 2       | [ 6 ]   |
| Słowenia | SloTop50 (2016) | 18      | [ 7 ]   |